# Каракуджур
Каракуджур (Кара-Куджур; кирг. Каракужур; в верхнем течении — Туюктор) — река в Кыргызстане, течёт по территории Кочкорского района Нарынской области. Правый приток реки Джоон-Арык.
Длина реки составляет 84 км. Площадь водосборного бассейна равняется 1240 км². Среднегодовой расход воды — 8,46 м³/с.
Исток реки находится на склонах западной оконечности хребта Терскей-Алатау. На всём протяжении преобладающим направлением течения является запад — северо-запад. Ниже населённого пункта Сары-Булак сливается с Тёлёк, образуя реку Джоон-Арык.